# Jörgen Pettersson (calciatore)
Jörgen Pettersson (Lackalänga, 29 settembre 1975) è un ex calciatore e allenatore di calcio svedese.

## Carriera
Crebbe in Svezia nel Dösjebro IF, per poi trasferirsi al Kävlinge GIF. Successivamente venne acquistato dal Malmö FF, squadra da dove attirò l'attenzione del Borussia Mönchengladbach, che lo comprò nel 1995. Con la retrocessione della squadra nel 1999, si trasferì al Kaiserslautern, compagine con cui rimase fino al 2002. Giocò fino al 2004 con il Copenaghen per poi essere ceduto al Landskrona BoIS, dove chiuse la propria carriera da calciatore al termine del campionato 2008.
Ha partecipato con la Svezia al campionato d'Europa 2000. Conta 27 presenze e 8 reti con la sua selezione.

## Palmarès

### Giocatore

#### Competizioni nazionali
- Campionato danese: 2

Copenhagen: 2002-2003, 2003-2004
- Coppa di Danimarca: 1

Copenhagen: 2003-2004

#### Competizioni internazionali
- Coppa Piano Karl Rappan: 1

Malmö FF: 1993